# VII. Kerületi SC
VII. Kerületi SC – węgierski klub piłkarski z siedzibą w Budapeszcie, w VII. dzielnicy – Erzsébetváros, działający w latach 1913–1923.

## Historia

### Chronologia nazw
- 1913: Festőmunkások Labdarúgó Egylete (LE)
- 1918: VII. Kerületi Sport Club (SC)
- 1923: klub na zasadzie fuzji zostaje przyłączony do Zuglói AC i przestaje istnieć

Klub Festőmunkások Labdarúgó Egylete został założony w 1913. W 1918 roku klub zmienił nazwę na VII. Kerületi Sport Club. W sezonie 1920/1921 zadebiutował w pierwszej lidze węgierskiej, gdzie zajął szóste miejsce. W następnym sezonie klub był szósty. W sezonie 1921/22 klub zajął 12. miejsce i spadł do II ligi. W 1923 klub na zasadzie fuzji został przyłączony do Zuglói AC i przestał istnieć.

## Osiągnięcia
- W lidze (2 sezony) : 1920/21, 1921/22